# Condé Nast Building
Clădirea Condé Nast Building, în original în engleză The Condé Nast Building, cu adresa poștală 4 Times Square, New York City, New York, SUA, este un zgârie-nori modern din piața Times Square, piață aflată în Midtown Manhattan, New York City.